# Max Bosshard
Max Bosshard (* 1949 in Zürich) ist ein Schweizer Architekt.

## Werdegang
Bosshard diplomierte in Architektur an der Eidgenössischen Technischen Hochschule Zürich (ETHZ) bei Aldo Rossi und Dolf Schnebli. Max Bosshard arbeitete nach seinem Studium im Büro von Aldo Rossi in Mailand und als wissenschaftlicher Mitarbeiter am Institut für Geschichte und Theorie der Architektur (gta) an der ETHZ. Heute führt er zusammen mit Christoph Luchsinger ein Architekturbüro in Luzern. Er ist zudem Dozent und Zentrumsleiter des Zentrum Urban Landscape an der Zürcher Hochschule für Angewandte Wissenschaften in Winterthur (ZHAW). In seiner Lehr- und Forschungstätigkeit befasst er sich mit den Bereichen Stadtentwicklung, Städtebaugeschichte und Morphologie der urbanen Landschaft. Er ist Verfasser von Artikeln zum Thema Stadtentwicklung und Raumforschung. Zusammen mit Christoph Luchsinger gilt er im deutschsprachigen Raum als einer der ersten, die das Phänomen der Ausdehnung der Siedlungsgebiete in die Landschaft thematisierten – ein Phänomen, das später auch unter dem Namen Zwischenstadt diskutiert wurde. Er lebt in Luzern.

## Publikationen
- mit Christoph Luchsinger: Das Labyrinth von Aldo Rossi. In: Aldo Rossi und die Schweiz, architektonische Wechselwirkungen. gta Verlag, Zürich, 2010.
- mit Stefan Kurath und Tom Weiss: Nachhaltigkeit in der Praxis des Städtebaus. In: Werk, Bauen + Wohnen. Ausgabe 12/2009, S. 35–41.
- mit Christoph Luchsinger: Zagreb Agram. In: Werk, Bauen + Wohnen. Ausgabe 9/2001.
- Heinz Wirz (Hrsg.): Abdruck Ausdruck. Max Bosshard & Christoph Luchsinger. Quart Verlag, Luzern 2001 mit Beiträgen von Ueli Zbinden
- mit Christoph Luchsinger: Städtebau als Architekturproblem. In: Werk, Bauen + Wohnen. Ausgabe 11/1999.
- Erforschung als Erfindung. Aldo Rossi als Lehrer in Zürich. In: W. Ausgabe 1/2/1998.
- mit Christoph Luchsinger: Das Projekt im periurbanen Raum. In: Element. Ausgabe 31/1994.
- mit Christoph Luchsinger: Quand on soulève les jupes de la ville, on en voit le sexe. In: Quaderns. Ausgabe 186/1990.
- mit Christoph Luchsinger: Nicht Land, nicht Stadt. Ein Ausschnitt aus der Topographie des Schweizer Mittellandes. In: Werk, Bauen + Wohnen. Ausgabe 5/1990.
- mit Christoph Luchsinger: Die Einrichtung der Peripherie. Zürcher Wohnungsbau der 40er Jahre. In: archithese. Ausgabe 5/1982.
- mit Christoph Luchsinger: Pragmatisches Bauen. In: archithese. Ausgabe 6/1982.